# Inferno (operációs rendszer)
Az Inferno a Bell Labs fejlesztése, a Plan 9-hez hasonló elosztott operációs rendszer és futtatókörnyezet. A felhasználói táboruk is nagyrészt megegyezik, elsősorban egyetemek és hobbifelhasználók foglalkoznak vele, bár kereskedelmi termékekben is találkozni lehet vele. Fejlesztése 1995-ben indult, a legutóbbi negyedik kiadás 2004-ben készült el, azóta is folyamatosan karbantartják. 2005 óta teljes forráskódja nyílt, és egységesen a GNU General Public License második változatának feltételei szerint felhasználható (kivéve a betűtípusokat, amelyekre korlátozottabb kereskedelmi licenc vonatkozik). Emellett a korábbi vegyes szabad licencelés, illetve a kereskedelmi lincenc is elérhető maradt. Az Infernóra vonatkozó jogok a yorki székhelyű brit Vita Nuova Holdings Ltd. tulajdonában vannak. Az Inferno elnevezést, akárcsak a fejlesztő Vita Nuova Holdings nevét (és a rendszer számos komponensének nevét) Dante Isteni színjátéka inspirálta.
Az Inferno továbbment azon az úton, amin a Plan 9 elindult. A rendszer felépítése ugyanazon elvekre alapszik, tehát az erőforrások fájlrendszerben történő elérésére, az egységes protokollra, illetve a saját névtérre. Ezen felül minden alkalmazása a Dis virtuális gépen fut, a programokat a Limbo erősen típusos programnyelven írják, illetve maga a virtuális operációs rendszer egységes felületet biztosít a felhasználók számára, bármely támogatott architektúrán. Az Inferno egy virtuális gépbe települ egy gazda operációs rendszeren, mely a következő lehet: Windows (98, Me, NT, 2000, XP, önálló alkalmazásként vagy Internet Explorer kiegészítésként), Linux, FreeBSD, Mac OS X, Solaris, IRIX és Plan 9.
Az Inferno első bétaváltozatát 1996-ban mutatta be a Bell Labs, 1997 májusában jelent meg az első kiadás. 1999 júliusában a Lucentnél az Inferno Business Unit adta ki a második kiadás-t. A harmadik kiadás-t 2001 júniusában már a Vita Nuova jelentette meg. Az Inferno negyedik kiadás-át a Vita Nuova szabad licenc alatt tette közzé. Számos jelentős változás mellett ekkor került bele véglegesen a Styx protokoll, amely a Plan 9 9P2000 protokolljának az Inferno nevezéktanában használatos neve. Számos Plan 9-es alkalmazást újraírtak az Infernóra, például az acme szövegszerkesztőt, vagy a factotum és a secstore autentikációs szolgáltatásokat.

## Portok
Natív portok léteznek a következő architektúrákra: x86, MIPS, ARM, PowerPC, SPARC.
Hostolt ill. virtualizált portok: Microsoft Windows, Linux, FreeBSD, Plan 9, Mac OS X, Solaris, IRIX, UnixWare.